# Eilean Donan

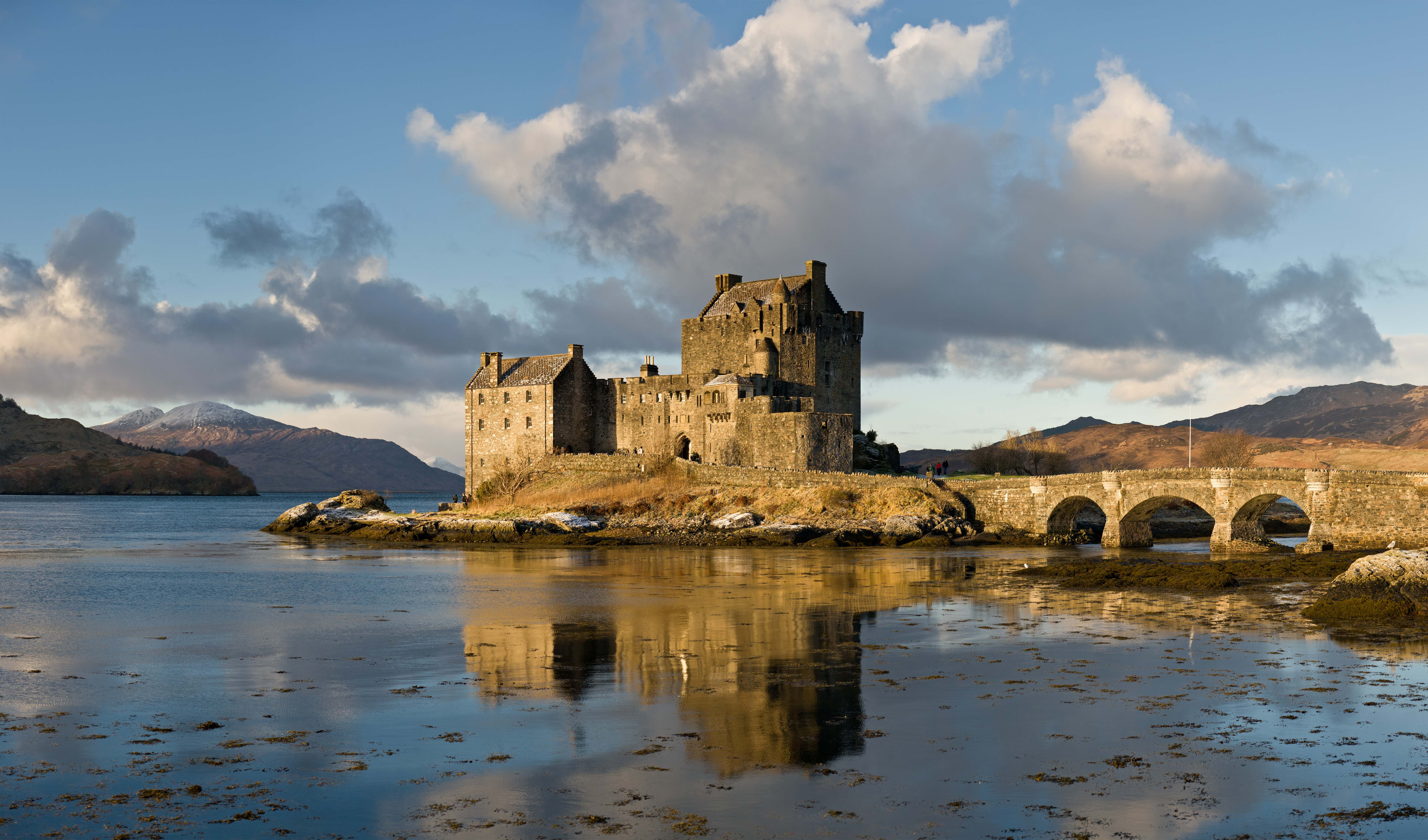
Loch Duich e il castello di Eilean Donan, all'alba

Eilean Donan è una piccola isola nel Loch Duich, nelle Highlands occidentali della Scozia. Vi sorge l'omonimo castello.

## Geografia
L'isola di Eilean Donan si trova al centro della confluenza dei tre loch che formano il Loch Duich ed è attorniata dalla catena montuosa Cullin.
Il nome Eilean Donan significa infatti "isola di Donan" (in lingua scozzese), termine che deriva con tutta probabilità da san Donan, religioso irlandese del VI secolo che raggiunse la Scozia attorno al 580 d.C. e che contribuì largamente alla cristianizzazione dell'area, nonché sull'isola ove pare che egli abbia fissato il proprio primo insediamento.
L'isoletta è collegata alla costa dove sorge il paese di Dornie attraverso un ponte percorribile solo a piedi.